# نان سیاه
نان سیاه (کاتالونیایی: Pa negre) فیلمی در ژانر درام به کارگردانی آگوستی ویارونگا است که در سال ۲۰۱۰ منتشر شد. از بازیگران آن می‌توان به نورا ناباس، لایا مارول، ادوآرد فرناندس و سرژی لوپس اشاره کرد.